# Aanslag op Koninginnedag 2009

Locatie van het incident op een overzichtskaart van de stad Apeldoorn

Locatie van het incident in detail

De aanslag op Koninginnedag 2009 vond plaats op 30 april 2009, toen in Apeldoorn een auto inreed op een optocht waar ook de koninklijke familie deel van uitmaakte, met acht doden tot gevolg.
De aanslag vond plaats rond 11.50 uur, tijdens de officiële viering van Koninginnedag in Apeldoorn. Op dat tijdstip reed een personenauto door dranghekken en een mensenmenigte heen, in de richting van een open bus waarmee de koninklijke familie op dat moment een rijtoer door Apeldoorn maakte. De aanslag kostte acht mensen het leven, onder wie de bestuurder van de auto, Karst Tates. De koninklijke familie, op wie volgens de eerst aanwezige officier van de Koninklijke Marechaussee de aanslag gericht was, bleef ongedeerd.

## Verloop
Apeldoorn was in 2008 verkozen als de plaats die in 2009 koningin Beatrix en de andere leden van de koninklijke familie mocht ontvangen. Na onder andere een thematische wandeling in het Oranjepark, stond een rijtoer per open bus door Apeldoorn op het programma, richting Paleis Het Loo.
Ongeveer op het moment dat de open bus van de Loolaan de Zwolseweg op draaide, met de bedoeling om vervolgens langs het monument De Naald de oprijlaan van het paleis op te gaan, kwam met grote snelheid vanuit zuidwestelijke richting een personenauto aanrijden.

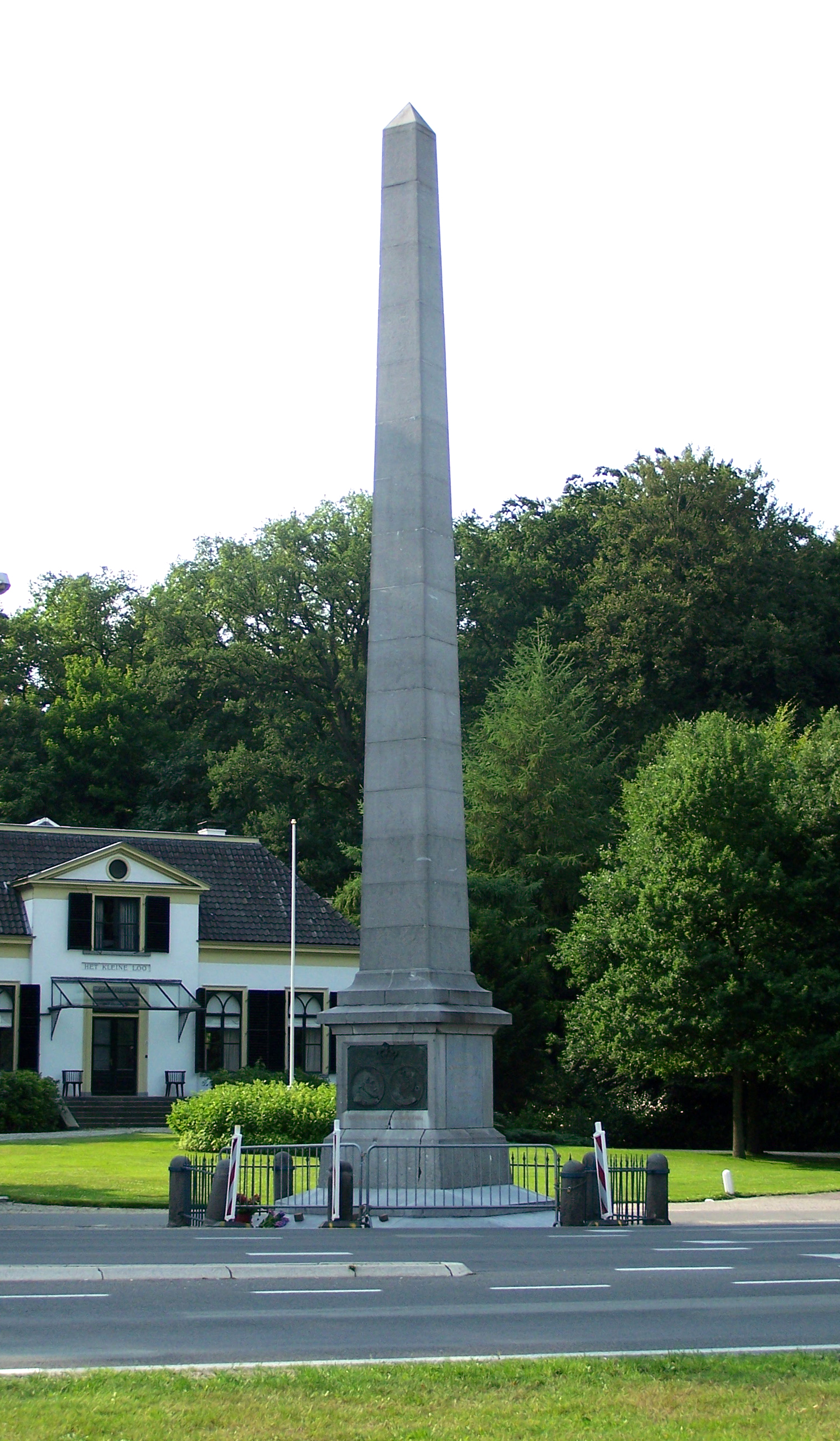
Monument De Naald

De auto, een zwarte Suzuki Swift, reed over de Jachtlaan in de richting van de Zwolseweg, ramde afscheidingen, schepte op het kruispunt Jachtlaan-Loolaan zeventien mensen uit het publiek en reed vlak langs honderden toeschouwers, waaronder fotografen, journalisten en politiemensen en kwam daarna tot stilstand tegen De Naald. De open bus waarmee de koninklijke familie werd vervoerd reed op dat moment juist langs dat punt, zo'n vijftien meter verderop aan de andere kant van de weg, waardoor zij mede getuige was van de klap. De bus zelf werd niet geraakt. Dit alles was deels live te zien op televisie.
Direct na het incident reed de bus door naar Paleis Het Loo, waar de koninklijke familie in veiligheid werd gebracht. De koningin en haar familie, die getuige waren van de botsing, waren zeer aangeslagen door het gebeuren. De rest van de middag verbleven zij op Kasteel Het Oude Loo, het weekendverblijf van de koningin.
Militairen van de Koninklijke Marechaussee verleenden direct eerste hulp aan de bestuurder terwijl het Rode Kruis, politiemensen (waaronder studenten van de politieacademie die opgesteld stonden langs de route) en aanwezige burger hulpverleners zich over de andere slachtoffers ontfermden. Daarbij zou de bestuurder volgens het Openbaar Ministerie hebben aangegeven dat hij de koninklijke familie zou hebben willen aanrijden. Aangenomen werd dat dit gebeurde direct na de botsing, terwijl hij nog in de auto zat. Hij werd aangehouden. Daarna werd hij door de brandweer uit de auto bevrijd en ernstig gewond naar een ziekenhuis in Deventer overgebracht. In de ambulance op weg naar het ziekenhuis zou hij ook nog gesproken hebben met begeleidende politiemensen. De gewonden, onder wie een politieagent en een 55-jarige burgermedewerker van de Koninklijke Marechaussee, werden overgebracht naar het Lukas-ziekenhuis in Apeldoorn en andere ziekenhuizen in de omgeving.
De auto werd direct met hulp van een hond onderzocht door het Explosieven Opruimingscommando Koninklijke Landmacht; het onderzoek was live op televisie te volgen. Door hulpdiensten werden coördinatieniveaus GRIP 3 en GRIP 4 afgekondigd; achteraf bleek dat het officiële Beleidsteam GRIP 3 had vastgesteld. Aanvankelijk werd, toen nog niet duidelijk was dat de dader alleen handelde, eveneens hoge prioriteit gegeven aan de vermissing van een gepantserd Defensievoertuig. Bij die vermissing was het onduidelijk of het voertuig nog munitie aan boord had.
Om 15.45 uur werd in Apeldoorn een persconferentie gegeven door de burgemeester van Apeldoorn, Fred de Graaf, de korpschef van de Politie Noord- en Oost-Gelderland, korpschef Annelore Roelofs en de hoofdofficier van justitie van het Arrondissementsparket Zutphen, Ludo Goossens. De politie ging uit van opzet, naar aanleiding van een verklaring van de ter plekke aangehouden bestuurder van de zwarte personenauto, kort na het incident. De waarneming van ooggetuigen, die aangaven dat de bestuurder nog voor de klap tegen het monument gas bijgaf, leek dit te ondersteunen. Om 19.30 uur volgde een tweede persconferentie waarbij nadere details bekend werden gemaakt. Aangezien de gebeurtenissen werden beschouwd als een aanslag op leden van het Koninklijk Huis werd het onderzoek in handen gegeven van de Nationale Recherche. Vervolging van de vermoedelijke dader werd na diens dood afgesloten, maar het onderzoek ging door.
Er vielen acht doden, drie vrouwen en vijf mannen. Vier doden vielen kort na de aanslag, een vijfde slachtoffer overleed later in de avond aan zijn verwondingen, de zwaargewonde bestuurder van de auto overleed in de nacht van 30 april op 1 mei in het ziekenhuis. De medewerker van de Koninklijke Marechaussee overleed in de middag van 1 mei in het ziekenhuis en op 8 mei bezweek een 46-jarige vrouw aan haar verwondingen. Verder raakten er tien mensen gewond, van wie er twee zwaargewond waren.

## De bestuurder
De bestuurder van de Suzuki werd reeds dezelfde middag geïdentificeerd als Karst Tates, een 38-jarige inwoner van de Gelderse plaats Huissen. Hij werd kort na het tot stilstand komen van de auto, waarin hij door de toegesnelde politie zwaargewond werd aangetroffen, aangehouden op verdenking van het plegen van een aanslag tegen de Koning (art. 92 van het Wetboek van Strafrecht) en op de vermoedelijke opvolger van de Koning en diens echtgenote (art. 108 WvSr) en van doodslag of moord (art. 287 en 289 WvSr) op mensen uit het publiek.
Tates overleed in de nacht van 30 april op 1 mei om 02.58 uur in een ziekenhuis in Deventer als gevolg van hersenletsel dat hij had opgelopen bij zijn actie. Hij werd in kleine en besloten kring begraven.
De dood van Tates betekende het stopzetten van het strafrechtelijke onderzoek tegen hem. Het onderzoek naar de toedracht van de aanslag werd wel voortgezet. Reeds op 30 april verrichtte de politie huiszoeking in zijn woning om aanwijzingen te vinden over zijn drijfveren en eventuele andere personen die erbij betrokken zouden kunnen zijn. Volgens burgemeester Harry de Vries van de gemeente Lingewaard, waarvan Huissen deel uitmaakt, was er tussen de man en de bewoners "een redelijk normaal contact". "Hij leefde niet met de gordijnen dicht. Het is evenmin zo dat zijn appartement al leeg is. Hij zou pas per 1 juni het pand uit gaan. Er is een normaal interieur". Daarbij zei hij dat de man "volstrekt de weg kwijt was in het leven". Er zouden echter geen signalen voor het drama zijn geweest.

## Directe gevolgen
Om 12.15 uur werd besloten om het resterende officiële programma in Apeldoorn te staken.
Als gevolg van het incident in Apeldoorn werden in de loop van 30 april vieringen in veel plaatsen opgeschort. De vlaggen op de overheidsgebouwen werden halfstok gehangen. De Bond van Oranjeverenigingen riep in de loop van de middag op om verdere festiviteiten in heel Nederland af te gelasten.
Evenementen in het hele land, zoals het Koninginnedagconcert van het Residentie Orkest dat 's avonds in Den Haag zou plaatsvinden, werden afgelast. Bij het Koninginnedagconcert van Radio 538 in Amsterdam gingen geplande optredens van diverse artiesten niet door. Het concert ging wel in aangepaste vorm verder, maar werd twee uur eerder beëindigd. Op het Museumplein in Amsterdam werd een moment stilte in acht genomen.
Ook elders in het land, onder andere in Rotterdam, Utrecht en Groningen, werden officiële festiviteiten afgelast. Dit gebeurde geleidelijk, zodat niet alle feestgangers tegelijkertijd huiswaarts zouden keren. De vrijmarkt in Amsterdam ging door. In Amsterdam waren, zoals ieder jaar, honderdduizenden mensen op de been; dat jaar circa 600.000. Als alle evenementen tegelijk zouden worden afgelast, zou dit kunnen leiden tot gevaarlijke situaties.
De PvdA kondigde 's avonds de afgelasting aan van de 1 mei-vieringen de volgende dag.
Alom werd gevreesd dat ook de traditionele jaarlijkse Koninginnedagviering in Nederland voortaan niet meer op de gebruikelijke wijze zou kunnen blijven plaatsvinden.

## Reacties

### Koningin Beatrix
Op het incident kwamen uit het hele land geschokte reacties. Koningin Beatrix, voor wier ogen zich het drama had afgespeeld, betuigde, ook namens de rest van haar familie, haar medeleven met de slachtoffers. Ze hield een korte toespraak op televisie. Daarin zei ze:

Wat begonnen is als een prachtige dag is geëindigd in een vreselijk drama, wat ons allen heel diep heeft geschokt. Mensen die er dichtbij hebben gestaan, die het hebben zien gebeuren op televisie, allen die het meebeleefd hebben, zullen met verbijstering en ongeloof gekeken hebben. Wij zijn sprakeloos dat zoiets vreselijks heeft kunnen gebeuren. Mijn familie, ik, maar ik denk ook allen in het land, leven van harte mee met de slachtoffers, met hun familie en vrienden en met allen die door dit ongeluk diep geraakt zijn.
— Koningin Beatrix, 30 april 2009

### Publieksreacties
De gebeurtenissen onthutsten het massaal aanwezige publiek. In de dagen na de aanslag stroomden veel mensen uit diverse plaatsen toe naar het bewuste kruispunt, om bloemen, vaak met briefjes, neer te leggen en om te herdenken. In het stadhuis van Apeldoorn en op het internet tekenden mensen een condoleanceregister. De televisie-uitzendingen van onder andere de persconferentie werden massaal bekeken.

### Politieke reacties
Premier Balkenende gaf eveneens aan "diep geschokt" te zijn en mee te leven met de slachtoffers. Soortgelijke reacties kwamen van fractievoorzitters van politieke partijen in de Tweede Kamer.
President Barack Obama van de Verenigde Staten liet daags na de aanslag per brief aan koningin Beatrix weten mee te leven met Nederland en de slachtoffers.

### Internationale pers
Het incident kreeg wereldwijd aandacht van de pers. Journaals in landen over de hele wereld en de grote internationale nieuwszenders lieten beelden zien van het incident.

## Nasleep

### Kritiek op de veiligheidsmaatregelen
Doordat de auto dwars door afzettingen en een menigte mensen heen was gereden, rees meteen de vraag of het evenement wel voldoende beveiligd was geweest. De aanslag tijdens de rijtoer van de koninklijke familie zou moeilijk te voorkomen zijn geweest. Volgens beveiligingsexperts, gespecialiseerd in de veiligheid bij grote evenementen als Koninginnedag, is een auto die met hoge snelheid door afzettingen en publiek raast amper tegen te houden. "Dranghekken geven hoogstens het signaal af dat onbevoegden daar geen toegang hebben", verklaarde Roland Bron, veiligheidsdeskundige van het COT. Langs de hele route in Apeldoorn stonden al sinds de voorgaande avond dranghekken en een straat verder was nog een cordon van afzettingen. "Het is bij zo'n evenement gebruikelijk dat er een paar ringen van beveiliging om het parcours van de rijtoer zijn. Bij zulke afzettingen staan altijd politie, marechaussee, het leger of andere beveiligingsdiensten, omdat een regiokorps het meestal niet alleen aankan. Die moeten het gebied rond de afzettingen op verdachte bewegingen controleren. Eelco Dijkstra, hoogleraar calamiteitenbestrijding, uitte in het televisieprogramma Een Vandaag van 1 mei stevige kritiek op het feit dat de Jachtlaan slechts was afgesloten met een dranghek. Dijkstra vond dat "weinig voor zo’n belangrijk evenement".
De bestuurder zou kort voor de aanslag bij een afzetting zijn tegengehouden, waarop hij naar een andere plek was doorgereden voor zijn actie. "Het is een kwestie van inschatting of die man extra moest worden gecontroleerd. Het kan zijn dat hij zich bij die eerste afzetting niet verdacht gedroeg, waardoor het niet per se nodig was om daar met de andere beveiligers of het commandocentrum contact over te hebben. Het had namelijk ook een verdwaalde automobilist kunnen zijn", aldus Bron.

### Onderzoeken
Naar de toedracht van de gebeurtenissen werden drie onderzoeken ingesteld. Op 1 mei 2009 werd bekendgemaakt dat de Nationaal Coördinator Terrorismebestrijding op verzoek van de ministers van Binnenlandse Zaken en van Justitie een feitenonderzoek zal instellen naar de beveiligingsmaatregelen die op Koninginnedag werden genomen. Dit onderzoek richtte zich op 'het functioneren van het stelsel bewaken en beveiligen' in het kader van Koninginnedag 2009 en moest voor het zomerreces van de Tweede Kamer zijn afgerond.
Hoewel het aanvankelijk wel door velen voor evident werd gehouden, was nog niet meteen geheel boven elke twijfel verheven of de gebeurtenissen daadwerkelijk als een aanslag op de koninklijke familie moesten worden geïnterpreteerd. Een maand na de gebeurtenissen werd in de media bericht dat het politieonderzoek meer aanwijzingen zou hebben opgeleverd voor een welbewuste voorbereiding. Ooggetuigen zouden "volgens kringen rond het onderzoek" hebben verklaard dat zij een persoon die als de bestuurder van het voertuig zou zijn geïdentificeerd met een verrekijker op de uitkijk hadden zien staan. Daarmee zou deze het moment hebben gekozen waarop hij op de koninklijke familie zou inrijden. Uit de berichtgeving blijkt echter niet of er door de politie inderdaad een verrekijker is aangetroffen en evenmin of de verdachte inderdaad ook een verrekijker bezat.
Burgemeester De Graaf van Apeldoorn uitte de wens dat een onafhankelijke commissie de uitkomsten van de drie onderzoeken zou analyseren en de analyse dan in aanbevelingen zou vertalen. Op 5 juni werd de gemeenteraad door het college van burgemeester en wethouders van Apeldoorn ingelicht dat er een verzoek van B&W is gedaan aan de Inspectie Openbare Orde en Veiligheid (Inspectie OOV) van het ministerie van Binnenlandse Zaken en Koninkrijksrelaties om een onderzoek te doen naar de feitelijke gang van zaken rondom de voorbereiding en uitvoering van het evenement en rondom het incident. Opdracht was om te komen tot 'een breed en integraal feitenonderzoek dat zo nodig als basis kan dienen voor een vervolgonderzoek'.
Begin september 2009 werden de rapporten gepubliceerd van de drie onderzoeken. De Nationale Recherche deed het justitiële, strafrechtelijke onderzoek, de gemeente Apeldoorn liet haar eigen handelen onderzoeken door de Inspectie Openbare Orde en Veiligheid (IOOV), en de Nationaal Coördinator Terrorismebestrijding (NCTb) droeg zorg voor de evaluatie van de beveiliging van de koninklijke familie. In het rapport van het strafrechtelijk onderzoek stond onder meer dat Karst Tates in zijn laatste woorden eerst Duits had gesproken en daarop tegenover de wachtmeester van de marechaussee prins Willem-Alexander een "fascist" en een "racist" had genoemd. Volgens Justitie waren leden van de koninklijke familie het doelwit van Tates. Of hij het op hun levens had voorzien was echter niet duidelijk geworden. Zijn gedragingen werden "suïcidaal" genoemd.
Tates handelde alleen, concludeerde Justitie. Toen hij nog bij kennis was na de aanrijding zou hij tegenover de politie hebben bevestigd dat hij de bus met de koninklijke familie wilde raken. Hij zou hebben gezegd: "De koningin, de koningin". Volgens Justitie was niet met zekerheid vast te stellen dat hij zelfmoord had willen plegen. Eerder zou familie van hem hebben gevreesd dat hij een einde aan zijn leven zou willen maken. Justitie achtte het onwaarschijnlijk dat Tates vanuit een bepaalde ideologie of levensbeschouwing handelde. Ook zouden er geen aanwijzingen zijn gevonden dat Tates een extreme aversie tegen het Koninklijk Huis zou hebben gehad. Wel zou hij in 2004 tegen een oud-werkgever hebben gepocht dat hij "beroemd zou worden". Daarbij zou hij lacherig hebben gezegd dat hij dacht aan "een aanslag op het Koninklijk Huis".
De gemeente Apeldoorn maakte in november 2009 bekend dat de nasleep van het drama de gemeente tot dan toe al 650.000 euro had gekost. De kosten werden onder meer gemaakt voor de herdenkingsbijeenkomst op 8 mei 2009 en de beveiliging daaromheen.

### Herdenkingen

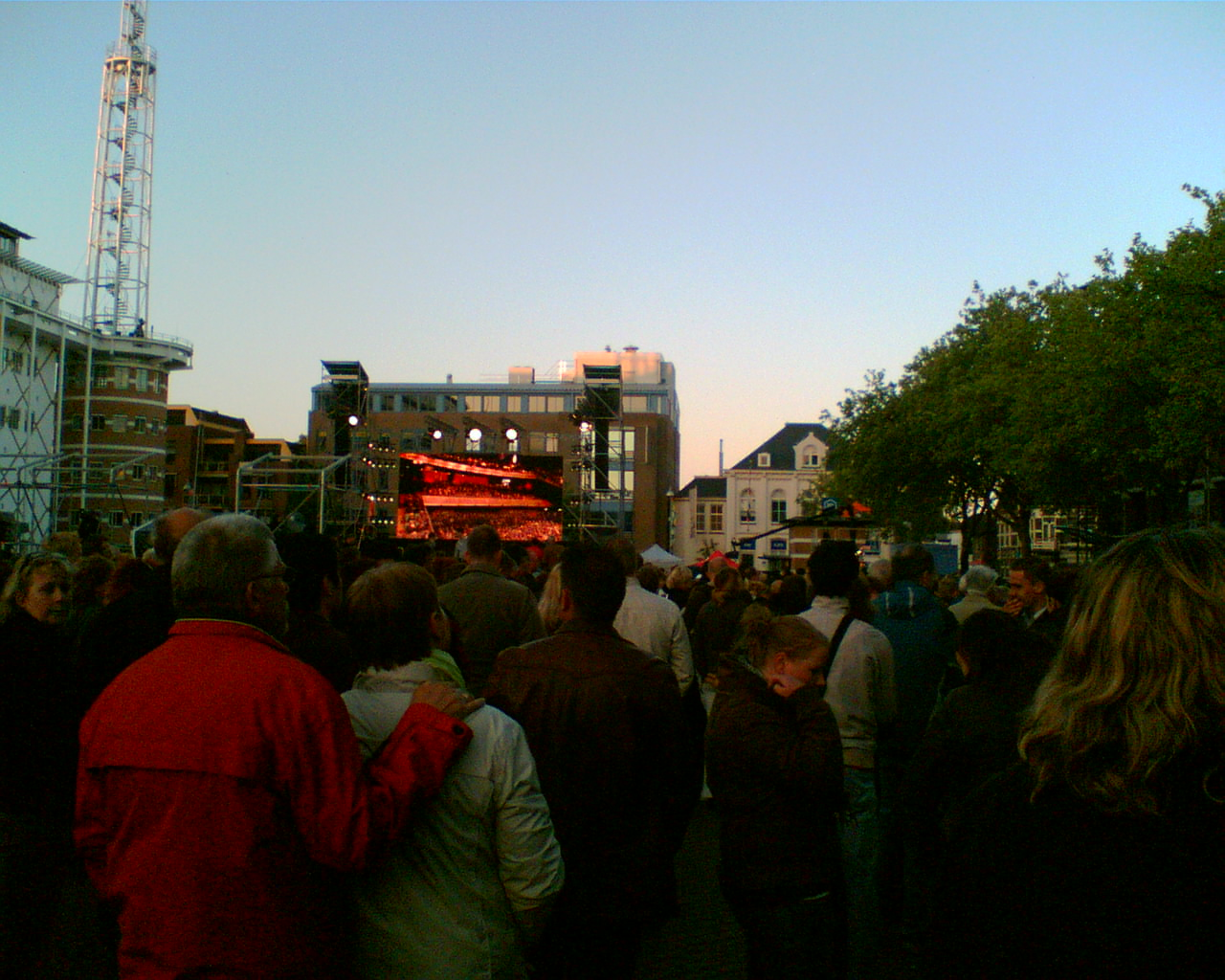
Rechtstreekse uitzending van de herdenkingsbijeenkomst in Orpheus, Marktplein Apeldoorn 8 mei 2009

Op de vrijdag na de aanslag bezochten veel mensen een speciale dienst in de Grote Kerk aan de Loolaan, die zelf ook een rol had gespeeld in het programma van Koninginnedag. De kerk werd bovendien opengesteld voor mensen die wilden binnenlopen voor verwerking. Op de zondag na het incident besteedden veel kerken in Apeldoorn en in andere plaatsen in het land aandacht aan het gebeurde. Minstens tien herdenkingsdiensten in de Apeldoornse kerken werden verstoord door aanhangers van een Duitse sekte. Zij waren van mening dat de aanslag gepleegd was als "straf van God".
Bij de Nationale Dodenherdenking op 4 mei werden extra veiligheidsmaatregelen getroffen door de gemeente Amsterdam. Daardoor was er minder plek voor belangstellenden dan vorige jaren. Toenmalig burgemeester van Amsterdam, Job Cohen, prees in een toespraak de aanwezigheid van koningin Beatrix, wat werd ondersteund met applaus uit het publiek.
Op 8 mei 2009 werd een herdenkingsbijeenkomst gehouden in de Apeldoornse schouwburg Orpheus. Deze besloten bijeenkomst, geleid door theologe Jacobine Geel, was bedoeld voor slachtoffers, nabestaanden, hulpverleners en genodigden. Koningin Beatrix was daarbij aanwezig samen met kroonprins Willem-Alexander, prinses Máxima, prinses Margriet, Pieter van Vollenhoven, burgemeester De Graaf en leden van het kabinet. Premier Balkenende sprak er zijn afschuw uit over de gebeurtenis: "Nederland is in zijn ziel geraakt". Belangstellenden konden de bijeenkomst volgen op grote schermen die in Apeldoorn geplaatst werden of via de live televisie-uitzending. De Apeldoornse binnenstad was met strenge veiligheidsmaatregelen omgeven.

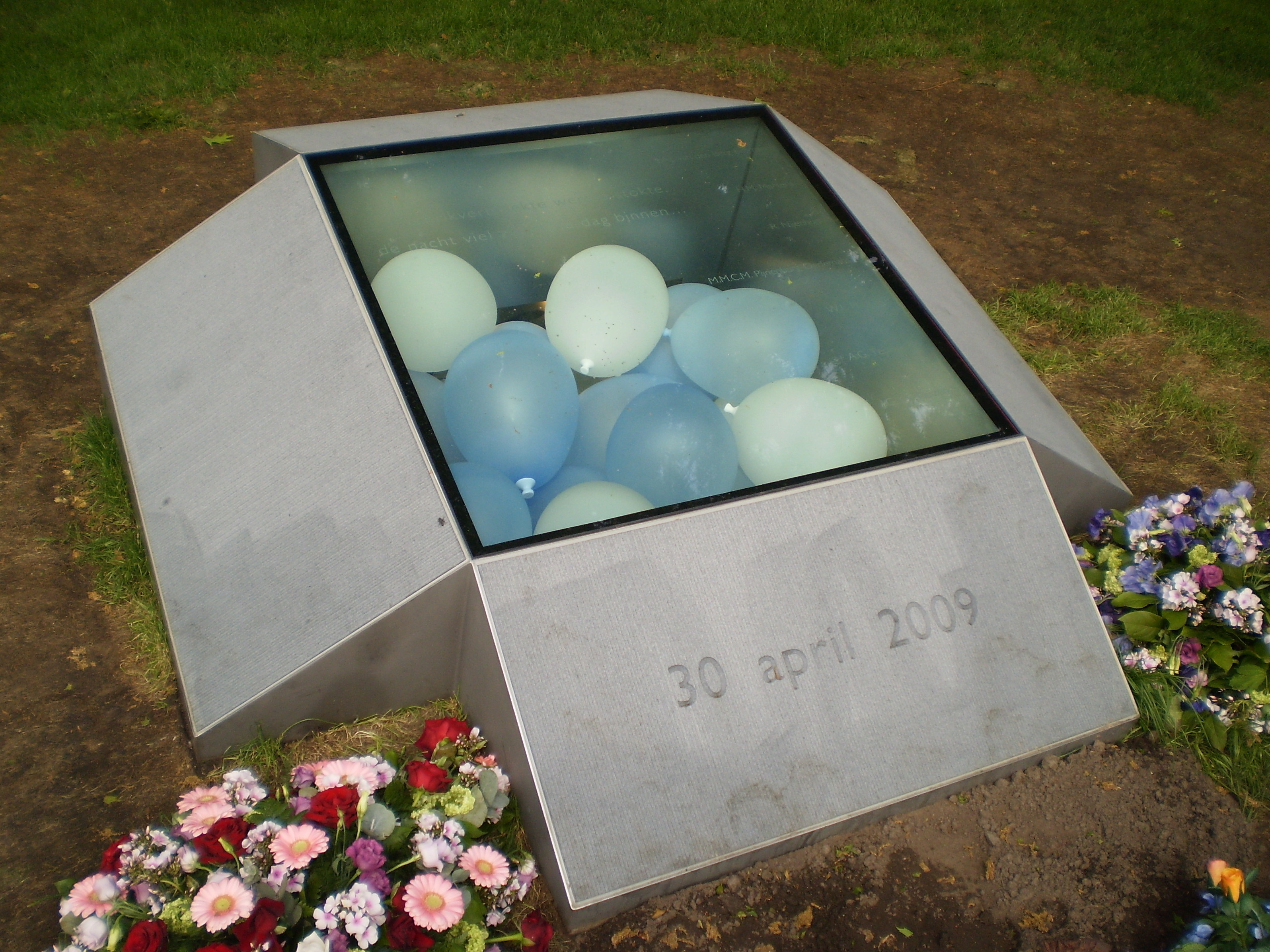
Herdenkingsmonument

Op 6 juni 2009 kwam vrijwel de hele koninklijke familie opnieuw naar Apeldoorn, om op paleis Het Loo alsnog degenen te bedanken die Koninginnedag hadden georganiseerd. Ook bezochten de Oranjes de tentoonstelling '100 jaar Juliana', die de koningin op 30 april had willen openen. Beatrix had zelf het initiatief voor deze 'nazit' genomen.
Op 29 april 2010, een dag voor Koninginnedag 2010, vond er een herdenking van de aanslag plaats aan het kruispunt bij De Naald. De koninklijke familie herdacht samen met de commissaris van de Koningin, Clemens Cornielje, en de burgemeester van Apeldoorn, Fred de Graaf, de aanslag bij De Naald. Ook nabestaanden van de slachtoffers waren aanwezig. Bij deze gelegenheid werd ook een monument onthuld. Het is een werk van glaskunstenaar Menno Jonker, dat bestaat uit een doos met daarin blauwe en zeven witte glazen ballonnen, ter nagedachtenis aan de zeven aangereden slachtoffers die omkwamen. Koningin Beatrix onthulde het monument, daarna was er een moment van stilte. Het monument staat bij het Canadamonument vlak bij De Naald. Bij deze gelegenheid waren strenge veiligheidsmaatregelen van kracht; zó streng, dat burgemeester De Graaf ze 'absurd' noemde.